# Bibio proximus
Bibio proximus är en tvåvingeart som beskrevs av Enrico Adelelmo Brunetti 1911. Bibio proximus ingår i släktet Bibio och familjen hårmyggor. Inga underarter finns listade i Catalogue of Life.